# Rod White
Rod White (n. 3 ianuarie 1977, Sharon⁠(d), Pennsylvania, SUA) este un arcaș ce a reprezentat Statele Unite ale Americii, medaliat olimpic. A participat la 2 ediții ale Jocurilor Olimpice (1996, 2000) în care a câștigat o medalie de aur și o medalie de bronz.